# Fleury-devant-Douaumont

Fleury-devant-Douaumont este o comună în departamentul Meuse din nord-estul Franței. În 2010 avea o populație de ... de locuitori.
La sfârșitul bătăliei de la Verdun, în 1916, atunci când a fost capturat și recucerit de către germani și francezi de 16 ori,acesta a fost neocupată (populație oficială: 0), împreună cu Bezonvaux, Beaumont-en-Verdunois, Haumont-près-Samogneux, Louvemont-Côte-du-Poivre, și Cumières-le-Mort-Homme.

## Evoluția populației
| An        | 1975 | 1982 | 1990 | 1999 | 2006 | 2010 |
| --------- | ---- | ---- | ---- | ---- | ---- | ---- |
| Populație | ...  | ...  | ...  | ...  | ...  | ...  |